# Erannis rara
Erannis rara là một loài bướm đêm trong họ Geometridae.